# Кацукава Сюнсен

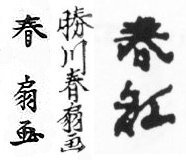
Підпис Кацукава Сюнсена

Кацукава Сюнсен (яп. 勝川 春扇; 1762―1830) — японський художник періоду Едо. Представник школи Кацукава. Відомий також як Кацукава Сюнкьо II.

## Життєпис
Про його походження замало відомостей. Народився в Едо у 1762 році, отримавши ім'я Сейдзіро. Спочатку навчався у представника школи Рін Цуцумі Торіна III. У 1806 або 1807 році стає учнем художника Кацукава Сюн'ея. Після цього змінив прізвище й ім'я на Кацукава Сюнсен. 1820 році стає очільником школи Кацукава.
З 1823 року відмовився від живопису, переключившись на розпис порцеляни. Помер у 1830 році.

## Творчість
Розквіт діяльності припадає на 1805—1821 роки. Відомий своїми жанровими сценами, пейзажами і гравюрами в жанрі бідзінга (зображення красунь). Розпочав свій творчий шлях зі створення книжкових ілюстрацій до історичних повістей і розповідей (ґокан). Також виконав серію малюнків до любовних романів, написаним його дружиною, відомою письменницею Ґеккотей Содзо. Слідом за майстрами школи Кацукава, художник розробляв жанр театральної гравюри.
Погрудні портрети і зображення в повний зріст відомих акторів, диптихи і триптихи зі сценами із вистав не несуть драматичного напруження, властивого робіт художників старшого покоління, а створюють атмосферу спокою і величі. Настрій елегійного смутку і поетичності відчутно в жіночих образах («Куртизанка, що тримає кайсі», серія «Пори року») і пейзажних композиціях Сюнсена (серія «36 видів Фудзі»). На початку 1820-х років він створив пейзажну серію з видами Едо, використовуючи прийоми західного живопису — лінійну перспективу і світлотіньове моделювання (кьяроскуро).